# V temném zrcadle
V temném zrcadle (anglicky In a Glass Darkly) je sbírka 5 hororových a mysteriózních povídek a novel irského spisovatele Josepha Sheridana Le Fanu poprvé publikovaná v roce 1872, rok před autorovou smrtí. Představuje vrchol Le Fanuovy povídkové tvorby. V češtině vyšla i pod názvem Zelený děs.
Název sbírky je převzat z kapitoly 13 Prvního listu Korintským jako úmyslná dezinterpretace pasáže, která popisuje fyzický svět a život jako „zamžený obraz v zrcadle“ (volně přeloženo „For now we see through a glass, darkly“).

## Obsah sbírky
Mysteriózní povídky a novely žánru gotického hororu jsou prezentovány jako písemné pozůstalosti jistého dr. Hesselia - lékaře, jenž nepopíral metafyzické aspekty jednotlivých případů. Sbírka obsahuje tyto povídky a novely:
- Zelený čaj (Green Tea) - povídka přeložená do češtiny i pod názvem Zelený děs.
- Pronásledovatel (The Familiar) - povídka.
- Soudce Harbottle (Mr Justice Harbottle) - povídka.
- Pokoj v hostinci Dragon Volant (The Room in the Dragon Volant) - novela.
- Carmilla - novela, která se stala inspirací pro Stokerův román Drákula.

### Zelený čaj
V povídce o 4 kapitolách se vyskytují citace z knihy Arcana Cœlestia švédského vědce, teologa a mystika Emanuela Swedenborga.
Postavy vyskytující se v povídce:
- dr. Harley - lékař, jemuž se Jennings svěřil do péče.
- dr. Martin Hesselius - lékař, vypravěč.
- Jones - sluha pana Jenningse.
- Lady Mary - známá pana Jenningse.
- Robert Lynden Jennings - vikář, muž, kterého sužuje přízrak opice.

Vypravěč doktor Martin Hesselius se při jedné příležitosti seznámí s vikářem Jenningsem. Jennings je příjemný gentleman, ale Hesselius si povšimne jeho občasných zádumčivých stavů. Správně vydedukuje, že duchovní vnitřně trpí. Ačkoli společně rozmlouvají, vikář se zdráhá mluvit o svých obtížích. Hesselius mu věnuje jednu ze svých knih, čímž si ho získá. Jennings jej pozve k sobě domů. Zde se věnují rozhovoru o metafyzickém lékařství, téma, které pana Jenningse velmi zajímá. Začne doktoru Hesseliovi důvěřovat. Později mu během další schůzky vylíčí svůj trudný příběh.

Je to už 3 roky, co ho sužuje přízrak opice. Kamkoli jde, opice je mu v patách a soustavně jej pozoruje. Při modlení a během mší jej vyrušuje a dokonce na něj mluví a nabádá ho ke zločinům. Jednou za čas sice na několik týdnů zmizí, ale vždy se vrátí. Jennings je vyčerpaný a neví jak dál. Zrovna teď je opice pryč, ale vikář očekává její návrat. Dr. Hesselius se jej snaží uklidnit. Odjíždí domů se slibem, že se další den vrátí a řekne mu, co si o případu myslí. Sám má zájem na rozřešení záhady podivného charakteru. Když se další den vrací do domu pana Jenningse, sluha jej informuje, že si jeho pán prořízl hrdlo.

### Pronásledovatel
Pronásledovatel (angl. „The Familiar“) je revidovaná povídka „The Watcher“ z roku 1851. Námořní kapitán z Dublinu je pronásledován divným skřetem, jenž mu připomíná osobu z minulosti. Začne kolem sebe slýchat hlasy a jeho úzkost se transformuje do podoby zlověstného ptáka, sovy (kterou vlastní jeho snoubenka slečna Montague).

### Soudce Harbottle
Povídka o nekompetentním a krutém soudci, jenž zemře za záhadných okolností. Jde o revidovanou verzi příběhu „An Account of Some Strange Disturbances in Aungier Street“ z roku 1853. Postavy z příběhu:
- pan Beller - advokát, přítel Harbottla.
- Elijáš Harbottle - vrchní soudce civilního soudu Jeho Veličenstva.
- dr. Hedstone - lékař, jenž ošetřuje v posledních dne soudce Harbottla.
- Hugh Peters - tajemný stařec, jenž kontaktuje soudce Harbottla.
- Lewis Pyneweck - muž, jehož soudce Harbottle odsoudí k smrti za padělání směnky.
- paní Pynewecková, dívčím jménem Flora Carwellová - Pyneweckova žena, která později žije s Harbottlem.
- pan Thavies - advokát, přítel Harbottla.
- soudce Twofold - vrchní soudce stínového záhrobního soudu, Harbottlův dvojník.

O případu zhýralého soudce Harbottla se dr. Hesselius dozvěděl z písemné zprávy pana Anthony Harmana. Existoval sice ještě záznam od paní Trimmerové z Trunbridge Wells, ale ten se ztratil. Pan Harman se seznámí s mužem, jenž bydlel v domě, který dříve obýval krutý soudce Harbottle. Muže jednoho večera vylekají přízraky dvou postav, které s provazem v ruce projdou pokojem a zmizí v temném přístěnku. Pan Harman se dozví něco o pohnuté historii domu, která se stala předmětem všelijakých metafyzických hypotéz.

Starý Vrchní soudce Jeho Veličenstva Elijáš Harbottle je považován za jednoho z nejzlomyslnějších soudců v Anglii. Právo si vykládá dost svévolně a lichotky, úplatky a vyhrožování mu nejsou cizí. Jednoho dne jej kontaktuje stařec, který se představí jako Hugh Peters a informuje jej o jistém spiknutí, jehož výsledkem má být stínový soud. Ten má sledovat a trestat počínání soudců, Harbottle je v hledáčku kvůli odsouzení jistého pana Lewise Pynewecka, jenž zfalšoval směnky. Poté se už stařec neozve. Harbottle je mírně znepokojen, domnívá se ale, že jde jen o zastrašování. Harbottle totiž žije s bývalou ženou pana Pynewecka. Ta se domnívá, že se jí podaří soudce přesvědčit, aby neudílel jejímu bývalému manželovi trest smrti, i když jí jinak na něm už příliš nezáleží. Soudce je neústupný a Lewis Pyneweck je popraven oběšením.

Během jednoho soudního přelíčení se zjeví v soudní síni hubená postava a předá Harbottlovi dopis, v němž stojí, že bude souzen za protiprávní popravu Lewise Pynewecka Nejvyšším odvolacím soudem. Harbottle od té chvíle znejistí. Když cestuje kočárem do divadla, zdá se mu podivný sen, že je předveden před Nejvyšší soud a odsouzen k smrti oběšením. Poprava se má konat desátý den příštího měsíce. Harbottle se uzavře před světem, lékař mu radí, aby odjel na několik dní pryč a odpočinul si, on odmítá. Přátelé jej mají za vážně nemocného. V desátý den jsou v jeho domě zaznamenány služebnictvem zvláštní jevy, je spatřen vysoký hubený muž s provazem v ruce, domem zaznívají dunivé nárazy atp. Další ráno je soudce Harbottle nalezen oběšen na zábradlí schodiště. Lékař dosvědčí, že jeho stav byl poslední dobou velmi vážný a že zřejmě spáchal sebevraždu.

### Pokoj v hostinci Dragon Volant
Mysteriózní novela s detektivními prvky, která obsahuje téma předčasného pohřbu (pohřbení zaživa). Mladý a poněkud naivní anglický gentleman se vydává do Francie, kde se pokouší zachránit hraběnku z nesnesitelné situace, v níž se nachází.

### Carmilla

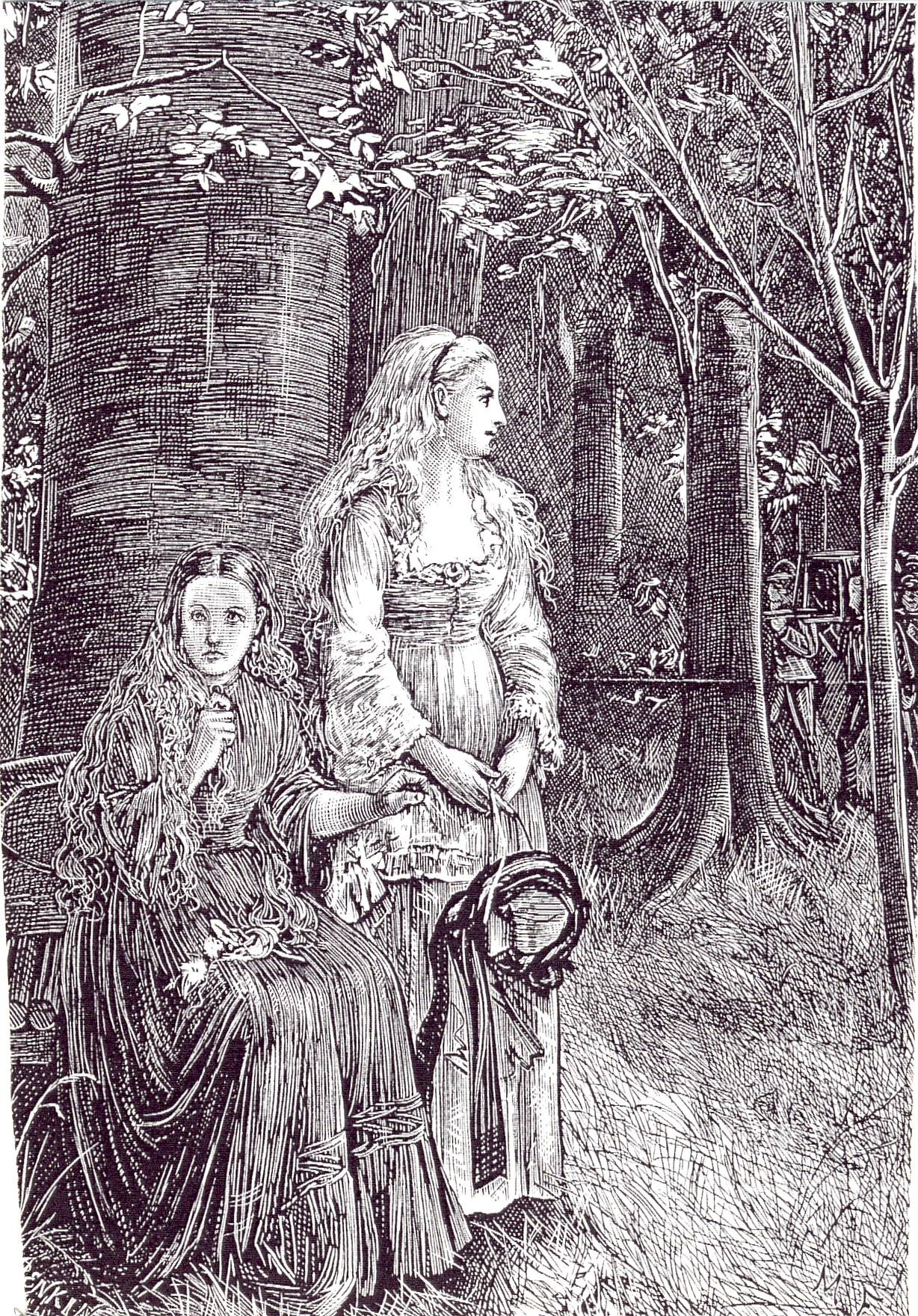
Ilustrace Michaela Fitzgeralda k novele Carmilla.

Novela o upírce, která se zaměřuje na ženské oběti, k nimž prokazuje určitou lesbickou náklonnost. Děj se odehrává ve Štýrsku. Téma bylo mnohokrát zfilmováno a příběh se stal mj. inspirací pro texty několika gotických kapel (Cradle of Filth, Theatres des Vampires).

#### Carmilla - souvislosti s Draculou
Ačkoli je Carmilla kratší a méně známý upíří příběh než pozdější román Brama Stokera Drákula - považovaný za hlavní dílo tohoto žánru, velmi silně Stokera při psaní Drákuly ovlivnil.
V raném rukopise Drákuly (z 8. března 1890) se zámek nachází ve Štýrsku, přestože autor místo o 6 dní později změnil na Transylvánii. Stokerova posmrtně publikovaná povídka "Dracula's Guest" známá jako odstraněná první kapitola románu Dracula odkrývá více zřetelný vztah k Carmille, oba příběhy jsou vyprávěny v 1. osobě jednotného čísla. Stoker rozvíjí atmosféru mystéria vytvořením věrohodného pozadí a nechává své postavy řešit záhadu vampýra společně se čtenářem.
Popisy Carmilly a postavy jménem Lucy v Drákulovi se navzájem podobají. Obě dívky jsou také náměsíčné. Tyto ženské postavy se staly archetypem oběti v upířích příbězích, jde často o křehká, útlá, malátná děvčata s jemným hlasem a velkýma očima.
Stokerův dr. Abraham Van Helsing je přímou paralelou k expertu na upíry Baronu Vordenburgovi od Le Fanu: obě postavy pátrají a provádějí činnosti proti vampýrům, symbolicky reprezentují sílu vědění a stabilní mysl při útoku chaosu a smrti.

## Česká vydání
- V temném zrcadle, nakladatelství Čin (edice Proud č. 14), 1925, překlad František Bommer
- Zelený děs, nakladatelství Dialog (edice Labyrint č. 5), Most 1970, brožovaná, náklad 66 000, 232 stran [3]
- Zelený děs, nakladatelství Albatros (edice Knihy odvahy a dobrodružství č. 194), 1991, vázaná, překlad Josef Volák, 208 stran, ISBN 80-00-00222-1
- V temném zrcadle, nakladatelství Volvox Globator, 2011, překlad František Bommer, vázaná, 432 stran, ISBN 978-80-7207-799-1